# Richard Kenyon
Richard W. Kenyon (né en 1964) est un mathématicien américain, qui travaille en mécanique statistique, géométrie discrète, combinatoire et théorie des probabilités.

## Biographie
Kenyon étudie les mathématiques et la physique à l'université Rice (avec un bachelor en 1986) et un Ph. D.  à l'université de Princeton (en tant que boursier IBM Graduate-Fellow) auprès de William Thurston (Self-Similar Tilings). Il est ensuite postdoc en 1990/1991 à l'Institut des hautes études scientifiques (IHES), puis chercheur au CNRS de 1991 à 1993 à l'Institut Fourier à Grenoble et ensuite jusqu'en 1997 à l'École normale supérieure de Lyon. Il soutient en 1999 son habilitation universitaire à l'Université Paris-Sud à Orsay, où il est jusqu'en 2003 directeur de recherche au CNRS. Professeur invité à l'universisté Princeton en 2003-2004, il est de 2004 à 2007 professeur à l'université de la Colombie-Britannique et à partir de 2007 professeur à l'université Brown.

## Travaux
Kenyon a travaillé, entre autres, sur des problèmes de pavage combinatoires et stochastiques et des applications en mécanique statistique. Il a notamment étudié le problème des dimères (un dimère est un polymère ne comportant que deux sous-unités) qui est un problème de couverture de graphes qui a des connexion avec des pavages par dominos ; il a prouvé une invariance asymptotique en 2000.

## Prix et distinctions
En 1999, il a obtenu la médaille de bronze du CNRS. En 2001 Kenyon a reçu le prix Rollo-Davidson, et en 2007 le prix Loève. Kenyon a été élu membre de l'Académie américaine des arts et des sciences en 2014. Kenyon a été conférencier invité au congrès international des mathématiciens de 2018 à Rio de Janeiro. Il est lauréat du prix Charles-Louis de Saulses de Freycinet en 2003.

## Publications
Articles (sélection)
- Richard Kenyon, « Local statistics of lattice dimers », Annales Henri Poincaré B, t. 33, no 5,‎ 1997, p. 591-618 (lire en ligne).
- Richard Kenyon, « Conformal invariance of domino tiling », Annals of Probability, vol. 28, no 2,‎ 2000, p. 759–795.
- Richard Kenyon, « Dominos and the Gaussian free field », Annals of Probability, vol. 29, no 3,‎ 2001, p. 1128–1137 (lire en ligne).
- Richard Kenyon, Andrei Okounkov et Scott Sheffield, « Dimers and Amoebae », Annals of Mathematics, (Second series), vol. 163, no 3,‎ mai 2006, p. 1019-1056 (JSTOR 20159982, arXiv 0311005).
- Richard Kenyon, Jason Miller, Scott Sheffield et David B. Wilson, « Bipolar orientations on planar maps and SLE{\displaystyle {}_{12}}. », Annals of Probability, vol. 47, no 3,‎ 2019, p. 1240-1269 (MR 3945746, arXiv 1511.04068).
- Richard Kenyon, Charles Radin, Kui Ren et Lorenzo Sadun, « Bipodal structure in oversaturated random graphs », International Mathematics Research Notices, vol. 2018, no 4,‎ 2018, p. 1009-1044 (DOI 10.1093/imrn/rnw261, MR 3801454, arXiv 1509.05370).

Exposés de synthèse
- Richard Kenyon et Andrei Okounkov, « What is a Dimer ? », Notices AMS, vol. 52, no 3,‎ mars 2005, p. 342-343 (lire en ligne).
- Richard Kenyon et Wendelin Werner, « Pavages, arbres et labyrinthes », Images des mathématiques, CNRS,‎ 15 octobre 2004 (lire en ligne).